# Procyon (linguagem de programação)
Procyon é uma linguagem de programação privada usada para desenvolvimento web. A linguagem foi criada pelo húngaro Markje Zöld em 1989 para desenvolvimento de aplicativos simples em sua empresa.
b
A linguagem tem influências das linguagens C,Java e BASIC,além de ter sido desenvolvida com C++,por ser uma linguagem privada,ela não é muito conhecida,e é usada atualmente apenas para desenvolvimento de páginas web.

## Exemplo de código
O código a seguir imprime na tela a mensagem "Olá Mundo"
```
program
 
"Teste"
:

begin

   
println
 
=
 
(
"Olá, Mundo!<<include>>"
)
:

end

end
 
program

```